# Jakkit Wachpirom
Jakkit Wachpirom (nacido el 26 de enero de 1997) es un futbolista tailandés que se desempeña como centrocampista.
Jugó para clubes como el Bangkok United, Chainat Hornbill y FC Tokyo.

## Trayectoria

### Clubes
| Club             | País      | Año         |
| ---------------- | --------- | ----------- |
| Bangkok United   | Tailandia | 2015 -      |
| Chainat Hornbill | Tailandia | 2016        |
| FC Tokyo         | Japón     | 2017 - 2018 |